# Nereo Rocco
Nereo Rocco (ur. 20 maja 1912 w Trieście, zm. 20 lutego 1979 tamże) – włoski piłkarz występujący na pozycji pomocnika, reprezentant kraju, trener, działacz piłkarski. Jeden z pierwszych trenerów, stosujących taktykę catenaccio.

## Kariera piłkarska
Nereo Rocco w trakcie kariery piłkarskiej reprezentował barwy Triestiny Calcio (1929–1937), SSC Napoli (1937–1940) i Padovy Calcio (1940–1942), w barwach których w Serie A rozegrał 287 meczów, w których zdobył 69 goli.

## Kariera reprezentacyjna
Nereo Rocco rozegrał 1 mecz w reprezentacji Włoch, który miał miejsce 25 marca 1934 roku na San Siro w Mediolanie, w którym drużyna Azzurich wygrała 4:0 z reprezentacją Grecji w eliminacjach mistrzostw świata 1934.

## Kariera trenerska
Nereo Rocco po zakończeniu kariery piłkarskiej rozpoczął karierę trenerską. W latach 1947–1950 oraz 1953–1954 prowadził Triestinę Calcio, z którą w sezonie 1947/1948 zdobył wicemistrzostwo Włoch. Następnie prowadził ACD Treviso (1950–1953) oraz Padovę Calcio (1954–1961, 3. miejsce w Serie A w sezonie 1957/1958).
Następnie w latach 1961–1977 wielokrotnie trenował AC Milan, w którym był również dyrektorem sportowym (z przerwą na pracę w AC Torino w latach 1963–1967; 3. miejsce w Serie A w sezonie 1964/1965 oraz w ACF Fiorentinie w 1974–1975). Łącznie drużynę Rossonerich prowadził w 497 meczach (257 zwycięstw, 150 remisów, 90 porażek) i jest jednym z najbardziej utytułowanych trenerów w historii klubu: dwukrotnie zdobywał mistrzostwo (1962, 1968) i trzykrotnie wicemistrzostwo Włoch (1971–1973), trzykrotnie 3. miejsce w Serie A (1963, 1969, 1976), trzykrotnie Puchar Włoch (1972, 1973, 1977), dwukrotnie finał rozgrywek (1968, 1971), dwukrotnie Puchar Europy (1963, 1969), dwukrotnie Puchar Zdobywców Pucharów (1968, 1973), finał rozgrywek (1974) oraz Puchar Interkontynentalny 1969 po wygranej rywalizacji 4:2 (3:0, 1:2) z argentyńskim Estudiantes La Plata.

## Statystyki

### Reprezentacyjne
| Reprezentacja | Rok     | Mecze | Gole |
| ------------- | ------- | ----- | ---- |
| Włochy        | 1934    | 1     | 0    |
| Łącznie       | Łącznie | 1     | 0    |

### Mecze w reprezentacji
| Mecze i gole w reprezentacji | Mecze i gole w reprezentacji | Mecze i gole w reprezentacji | Mecze i gole w reprezentacji | Mecze i gole w reprezentacji | Mecze i gole w reprezentacji | Mecze i gole w reprezentacji | Mecze i gole w reprezentacji |
| Lp.                          | Data                         | Stadion                      | Przeciwnik                   | Gol                          | Wynik                        | Rozgrywki                    | Uwagi                        |
| Włochy                       | Włochy                       | Włochy                       | Włochy                       | Włochy                       | Włochy                       | Włochy                       | Włochy                       |
| ---------------------------- | ---------------------------- | ---------------------------- | ---------------------------- | ---------------------------- | ---------------------------- | ---------------------------- | ---------------------------- |
| 1.                           | 25.03.1934                   | San Siro, Mediolan           | Grecja                       |                              | 4:0                          | El. Mundialu 1934            |                              |

### Trenerskie
| Drużyna          | Od         | Do         | Wyniki | Wyniki | Wyniki | Wyniki | Wyniki |
| Drużyna          | Od         | Do         | M      | Z      | R      | P      | Z%     |
| ---------------- | ---------- | ---------- | ------ | ------ | ------ | ------ | ------ |
| Triestina Calcio | 01.07.1947 | 30.06.1950 | 116    | 43     | 40     | 33     | 37,07  |
| ACD Treviso      | 09.10.1950 | 30.06.1953 | 107    | 39     | 32     | 36     | 36,45  |
| Triestina Calcio | 01.07.1953 | 22.02.1954 | 21     | 4      | 6      | 11     | 19,05  |
| Padova Calcio    | 08.03.1954 | 30.06.1961 | 264    | 109    | 68     | 87     | 41,29  |
| AC Milan         | 01.07.1961 | 30.06.1963 | 94     | 54     | 21     | 19     | 57,45  |
| AC Torino        | 01.07.1963 | 30.06.1967 | 160    | 57     | 64     | 39     | 35,63  |
| AC Milan         | 01.07.1967 | 30.06.1972 | 229    | 117    | 79     | 33     | 51,09  |
| AC Milan         | 01.07.1972 | 30.06.1973 | 46     | 30     | 11     | 5      | 65,22  |
| AC Milan         | 01.07.1973 | 10.12.1973 | 12     | 5      | 5      | 2      | 41,67  |
| AC Milan         | 11.12.1973 | 11.02.1974 | 14     | 8      | 0      | 6      | 57,14  |
| ACF Fiorentina   | 01.07.1974 | 19.05.1975 | 38     | 13     | 15     | 10     | 34,21  |
| AC Milan         | 01.07.1975 | 30.06.1976 | 42     | 20     | 11     | 11     | 47,62  |
| AC Milan         | 07.02.1977 | 30.06.1977 | 22     | 10     | 8      | 4      | 45,45  |
| Łącznie          | Łącznie    | Łącznie    | 1165   | 509    | 357    | 296    | 43,69  |

## Osiągnięcia

### Trenerskie
Triestina Calcio
- Wicemistrzostwo Włoch: 1948

Padova Calcio
- 3. miejsce w Serie A: 1958

AC Torino
- 3. miejsce w Serie A: 1965

AC Milan
- Mistrzostwo Włoch: 1962, 1968
- Wicemistrzostwo Włoch: 1971, 1972, 1973
- 3. miejsce w Serie A: 1963, 1969, 1976
- Puchar Włoch: 1972, 1973, 1977
- Finał Pucharu Włoch: 1968, 1971
- Puchar Europy: 1963, 1969
- Puchar Zdobywców Pucharów: 1968, 1973
- Finał Pucharu Zdobywców Pucharów: 1974
- Puchar Interkontynentalny: 1969

## Życie prywatne
Nereo Rocco był znany we Włoszech jako El Paròn (w lokalnym dialekcie „Mistrz”), często w swoich publicznych wypowiedziach używał dialektu triesteńskiego. Zmarł 20 lutego 1979 roku w Trieście.
18 października 1992 roku nowo wybudowany stadion w Trieście, na którym swoje domowe mecze rozgrywa Triestina Calcio, otrzymał jego imię.